# Sant Joan Crisòstom de Bossòst
Sant Joan Crisòstom de Bossòst és una capella de Bossòst (Vall d'Aran) inclosa a l'Inventari del Patrimoni Arquitectònic de Catalunya.

## Descripció
Capella totalment reformada arran d'un esllavissament; es va reconstruir amb pedra vista i es va situar l'entrada mirant a llevant. Està ubicada al costat del camí reial i no disposem d'informació de com era abans.

## Història
Aquesta capella va ser totalment derruïda per la inundació d'inicis de la dècada dels 80. Després es va reconstruir amb altres criteris arquitectònics.